# سیارک ۴۱۸۱
سیارک ۴۱۸۱ (به انگلیسی: 4181 Kivi، نامگذاری:1938DK1) چهار هزار و صد و هشتاد و یکمین سیارک کشف شده‌است که در ۲۴ فوریه ۱۹۳۸ کشف شد.
قدر مطلق سیارک برابر ۱۲٫۰۰ است.